# جرایم سنگین (فیلم)
جرایم سنگین (به انگلیسی: High Crimes) فیلمی است محصول سال ۲۰۰۲ و به کارگردانی کارل فرانکلین است. در این فیلم بازیگرانی همچون اشلی جاد، مورگان فریمن، جیمز کاویزل، ادام اسکات، آماندا پیت، بروس دیویسن، مایکل گستن، تام باور، جود سیکوللا، مایکل شنون، پائولا جای پارکر و امیلیو ریورا ایفای نقش کرده‌اند.

## داستان
تام (جیمز کاویزل) را که ظاهراً پیمانکار است، پلیس‌های مخفی وسط شهر سن فرانسیسکو بازداشت می‌کنند. جرم او جنایت، از نوع مشکوک و نظامی اش است. این طور که پیداست، در پس ظاهر معمولی تام پرونده‌ای مملو از فعالیت‌هایی مربوط به کاماندوهای ویژهٔ ارتش نهفته است.